# Vereniki Goneva

a Compétitions nationales et continentales officielles uniquement.

b Matchs officiels uniquement.
Dernière mise à jour le 11 mars 2025.
Vereniki Goneva, né le 5 avril 1984 à Lautoka, est un joueur international fidjien de rugby à XV et de rugby à sept, évoluant au poste de centre ou d'ailier.

## Biographie

### En club
Il termine la saison 2017-2018 avec 13 essais marqués faisant de lui le meilleur marqueur d'essais de cette édition du championnat ; il partage cette distinction avec le Gallois Josh Adams. Il est aussi nommé Joueur de la Saison et fait partie de l'équipe type de Premiership.

### En équipe nationale
En mai 2007, il obtient sa première sélection avec l'équipe des Fidji de rugby à XV contre l'équipe des Samoa. Il n'est pas sélectionné pour la Coupe du monde de rugby 2007 en France mais il revient par la suite dans le groupe fidjien. Il est aussi sélectionné avec l'équipe des Fidji de rugby à sept depuis le Dubaï rugby sevens de 2007. En juin 2011, Goneva fait partie de la pré-sélection fidjienne en vue de la Coupe du monde de rugby 2011 en Nouvelle-Zélande. À la suite des matchs de Pacific Nations Cup et des matchs amicaux du mois d’août, le sélectionneur national décide d'intégrer Goneva au squad fidjien pour disputer la Coupe du monde en Nouvelle-Zélande. Il y marque 4 essais et termine dans les meilleurs marqueurs de la compétition.

## Palmarès

### En club
- Vainqueur de la Coupe anglo-galloise en 2012 avec les Leicester Tigers
- Vainqueur du Championnat d'Angleterre en 2013 avec les Leicester Tigers.

### En sélection nationale
- Vainqueur de la Coupe des nations du Pacifique en 2015, 2016, 2017, 2018[8]

### Distinctions personnelles
- Meilleur marqueur d'essais de la Coupe d'Europe en 2016 (6 essais)
- Meilleur marqueur d'essais du Championnat d'Angleterre en 2018 (13 essais)
- Membre de l'équipe type du Championnat d'Angleterre en 2018
- Meilleur joueur du Championnat d'Angleterre en 2018[9]